# بهنام شکیبايي
بهنام شكيبايي (بالفارسية: دکتر بهنام شکیبایی؛ وُلد عام 1972) هو جرّاح فم إيراني-ألماني، وباحث، و، ومتخصص في طب الأسنان المجهري.
اخترع أدوات وتقنيات علاجية مجهرية وجراحية دقيقة في مجال زراعة الأسنان .

## النشأة والتعليم المبكر
وُلد شكيبايي في أهواز، إيران عام 1972.
هاجر إلى ألمانيا في عام 1986، عندما كان في الرابعة عشرة من عمره.
تخرّج من المدرسة الثانوية في برلين عام 1991، وحصل على درجة في طب الأسنان من جامعة شاريتيه في برلين عام 1998
خضع شكيبايي لتدريب إضافي في جامعة شاريتيه في برلين وجامعة بون للحصول على تخصصه في جراحة الفم عام 2003.
أكمل أيضًا برنامج ماجستير تخصصي بعد التخرج في زراعة الأسنان من الجمعية الألمانية لزراعة الأسنان (DGI)، وبرنامج ماجستير تخصصي بعد التخرج في أمراض اللثة من الجمعية الألمانية لأمراض اللثة (DGP)، بالإضافة إلى تخصص في الجراحة الفموية المجهرية وطب الأسنان المجهري من أكاديمية زايس لطب الأسنان.

## المسيرة المهنية
بعد تخرّجه من الجامعة، عمل شكيبايي كجراح فم في لندن وزيورخ ودبي. كما أدار شكيبايي عيادة في ريدها-فيدنبروك، ألمانيا.
في عام 2005، بدأ شكيبايي بتطوير تقنيات وأدوات جراحية مجهرية لزراعة الأسنان الفموية وإعادة بناء عظم الفك.
بين عامي 2008 و2010، قام شكيبايي بتوثيق ونشر الاستخدام المنهجي لمجاهر تشغيل الأسنان وتقنيات جراحة الزرع المجهرية المختلفة في زراعة الأسنان الفموية.
في عام 2012، تم بث تقنية الزرع المجهري التي ابتكرها شكيبايي بتقنية ثلاثية الأبعاد خلال مؤتمر عالمي في المؤتمر الدولي للجمعية الأوروبية لطب الأسنان المجهري (ESMD) في برلين.
في عام 2023، تم تقديم طريقة العلاج التي ابتكرها شكيبايي كمعيار في طب الأسنان في الولايات المتحدة، وذلك بعد نشر أبحاثه حول زراعة الأسنان المجهرية والرقمية في مجلة طب الأسنان Compendium. 

## البحوث
يشرف شكيبايي على فريق بحثي في جامعة بنسلفانيا وجامعة ميشيغان. وقد أجرى أبحاثًا وطور أساليب جديدة في الاستخدام المنهجي لـالمجهر الجراحي في طب الأسنان، لا سيما في مجال زراعة الأسنان.

## منشورات مختارة
- Shakibaie, B. (2013). Comparison of the effectiveness of two different bone substitute materials for socket preservation after tooth extraction: a controlled clinical study. International Journal of Periodontics & Restorative Dentistry, 33(2).
- Shakibaie, B., Blatz, M., Sabri, H., Jamnani, E., Barootchi, S. (2023). Effectiveness of two differently processed bovine-derived xenografts for alveolar ridge preservation with a minimally invasive tooth extraction approach: a feasibility clinical trial. International Journal of Periodontics & Restorative Dentistry, 43, 541–549.
- Shakibaie, B., Blatz, M. B., Conejo, J., & Abdulqader, H. (2023). From minimally invasive tooth extraction to final chairside fabricated restoration: A microscopically and digitally driven full workflow for single-implant treatment. Compendium of Continuing Education in Dentistry (15488578), 44(10).
- Shakibaie, B., Sabri, H., Blatz, M. B., & Barootchi, S. (2023). Comparison of the minimally‐invasive roll‐in envelope flap technique to the holding suture technique in implant surgery: A prospective case series. Journal of Esthetic and Restorative Dentistry, 35(4), 625–631.